# Djebel Umm ad Dami
Le djebel Umm ad Dami (en arabe جبل أم الدامي, ce qui signifie « montagne de la mère de la lignée de sang ») est une montagne de Jordanie, le point culminant du pays. Il se situe à une altitude de 1 854 mètres, dans le désert du Wadi Rum, dans le gouvernorat d'Aqaba. Le point culminant se situe près de la frontière avec l'Arabie saoudite.
Longtemps, le djebel Rum fut considéré, avec pourtant une altitude de 1 754 m, comme le sommet de la Jordanie.

## Ascension
Du fait de son relatif isolement géographique, le sommet nécessite une approche en véhicule tout-terrain depuis Rum Village, de plus d'une heure et d'environ 25 km. Depuis un cul-de-sac en fond de vallée, un sentier relativement visible et ponctué régulièrement de cairns mène d'abord jusqu'à la crête, puis la longe jusqu'au sommet. Par bonnes conditions de visibilité, l'ascension peut s'effectuer en 40-60 minutes depuis le bas, sans difficulté technique particulière. Le retour s'effectue en suivant le même chemin.
Du sommet, une vue directe sur une vaste partie du Wadi Rum est permise, ainsi que sur les montagnes en Arabie saoudite. On y voit deux postes-frontières ainsi qu'une route servant à la surveillance de la frontière, située à moins de deux kilomètres du sommet.